# Basilejské knížecí biskupství
Knížecí biskupství Basilej (německy Hochstift Basel, Fürstbistum Basell, Bistum Basel) bylo světskou doménou basilejských biskupů, kteří byli jako knížata-biskupové zároveň knížaty království. Území pod jejich vládou se nekrylo s územím basilejské diecéze, ale bylo mnohem menší; části území však patřily k jiným katolickým diecézím. Nejen proto bylo knížecí biskupství mimořádně složitým útvarem: v závislosti na oblasti se mluvilo německy nebo francouzsky a převažovalo reformované nebo katolické vyznání; navíc jeho části byly od pozdního středověku součástí Staré švýcarské konfederace.
Knížecí biskupství existovalo od roku 999 až do sekularizace v roce 1803.

## Historie

### Formování panství biskupů
Historie biskupství jako světského panství se začala psát v roce 999, kdy hornoburgundský král Rudolf III. daroval opatství Moutier-Grandval basilejské diecézi, jejímž biskupem byl v té době Adalbero II. V roce 1006 postoupil král Rudolf Basilej jako zástavu svému synovci, německému králi Jindřichovi II., který město – do té doby součást horního Burgundska - začlenil do Svaté říše římské. Jindřich II. na oplátku udělil biskupu Adalberovi vysokou jurisdikci nad Basilejí a právo razit mince. Ačkoli dokumenty chybějí, předpokládá se, že biskup „získal nad městem Basilejí kolem roku 1000 úplnou duchovní a světskou vládu“.

### Knížecí biskupství (od roku 1032)
Po Rudolfově smrti přešlo roku 1032 biskupství z vazalství na říšskou bezprostřednost a z biskupa basilejského se stal kníže-biskup, čímž se zařadil mezi říšská knížata Svaté říše římské. Římský císař Fridrich II. udělil městu právo jmenovat radu nezávisle na biskupské volbě nebo pověření. Toto právo však bylo říšskými knížaty a králem v roce 1218 na základě protestu biskupa Jindřicha z Thunu zrušeno. Přesto město a jeho obyvatelé v následujících letech postupně získali samosprávu. V roce 1263 vydal biskup Jindřich z Neuchâtelu městu ústavu. V roce 1273 se biskupské hejtmanství stalo císařským hejtmanstvím. Finanční potíže vedly k tomu, že pozdější biskupové postupně zastavovali městu své regálie výměnou za půjčky, takže faktická vláda biskupa nad městem zanikla v roce 1386. Formálně však město i nadále skládalo biskupovi každoroční přísahu věrnosti, a to až do reformace (1521).
Posledním basilejským knížecím biskupem byl v letech 1794–1803 Franz Xaver von Neveu. V roce 1803 bylo knížecí biskupství, stejně jako téměř všechna církevní knížectví, zrušeno v rámci sekularizace poté, co bylo od roku 1792 z velké části okupováno Francií. V roce 1815 Vídeňský kongres sjednocujícími akty rozdělil francouzsky mluvící část a údolí Laufental na kanton Bern. Birseck byl začleněn do kantonu Basilej.

## Právní postavení ve Svaté říši římské
Basilejské knížecí biskupství mělo v říšské knížecí radě své místo a hlas. Mělo zde střídavě s knížecím biskupstvím Brixen jeden hlas a zaujímalo místo v církevní knížecí lavici.
Knížecí biskupství mělo také jeden hlas v říšském sněmu Hornorýnského kraje.
Příspěvek na římské měsíce stanovený na sněmu ve Wormsu v roce 1521 činil dva jízdní a patnáct pěších vojáků neboli 94 guldenů.
Stavovské orgány knížecího biskupství se skládaly ze čtyř lavic: duchovenstva, šlechty, měst a panství. Úřad předsedy stavů zastával opat opatství Bellelay.
Z právního hlediska se basilejské knížecí biskupství skládalo ze dvou částí: oblast severně od údolí u Court a Sornetanu byla součástí Svaté říše římské a patřila k Hornorýnskému kraji; oblast jižně od něj byla vyňata z právního systému říše a připojena ke Staré švýcarské konfederaci. Tím bylo opatství Moutier-Grandval politicko-nábožensky rozděleno na katolické Prévôté sous-les-roches a protestantské Prévôté sur-les roches.

## Znak
Basilejský biskup používal jako svůj erb červený biskupský kříž (křivuli; tzv. Baselstab) na bílém poli. Červený kříž v bílém poli se objevuje jako prapor v curyšské erbovní listině (kolem roku 1340). Stylizovaný kříž zakončený třemi hroty se poprvé objevuje na Stäbleru, půlgroši raženém městem Basilej (nikoli biskupem) v roce 1370. Také Jan z Vienne byl kolem roku 1370 prvním biskupem, který ve své pečeti vedle rodového erbu zobrazil basilejskou hůl ve druhém erbu. V 15. století biskupové rovněž zobrazovali červenou basilejskou hůl ve čtverci se svými rodovými erby.

## Území
| Český název               | Francouzský název                           | Německý název                              | Převzetí | Diecéze                 | Poznámky | Znak |
| ------------------------- | ------------------------------------------- | ------------------------------------------ | -------- | ----------------------- | --- | ---- |
| Okres Ajoie               | Avouerie d’Ajoie                            | Landvogtei Elsgau                          | 1270     | Arcidiecéze besançonská | 1779 převedena na basilejskou diecézi |      |
| Město Porrentruy          | Ville de Porrentruy                         | Stadt Pruntrut                             | 1270     | Arcidiecéze besançonská | Biskupská rezidence od roku 1527, v roce 1779 se stala basilejskou diecézí |      |
| La Baroche                | La Baroche                                  | La Baroche                                 | 1270     | Diecéze basilejská      | Politicky součástí Ajoie, skládá se z vesnic Charmoille, Miserez, Miécourt, Fregiécourt, Pleujouse a Asuel                                                                                               |      |
| Panství Asuel             | Seigneurie d’Asuel                          | Herrschaft Hasenburg                       | 1241     | Diecéze basilejská      | |      |
| Soyhières                 | Soyhières                                   | Saugern                                    | 1234     | Diecéze basilejská      | |      |
| Okres Delémont            | Avouerie de Delémont                        | Landvogtei Delsberg                        | 1234     | Diecéze basilejská      | |      |
| Město Delémont            | Ville de Delémont                           | Stadt Delsberg                             | 1234     | Diecéze basilejská      | Druhá biskupská rezidence, sídlo probošta opatství Moutier-Grandval |      |
| Převorství Saint-Ursanne  | Prévôté de Saint-Ursanne                    | Propstei Sankt Ursitz                      | 999      | Diecéze basilejská      | Soudní vykonavatelé byli rytíři z Asuelu |      |
| Panství Muriaux           | Seigneurie de Muriaux                       | Herrschaft Spiegelberg                     | 1315     | Diecéze basilejská      | Franches-Montagnes ovládal hrad Muriaux |      |
| Franches-Montagnes        | Franches-Montagnes                          | Freiberge                                  | 1315     | Diecéze basilejská      | Franches-Montagnes ovládal hrad Muriaux |      |
| Okres Laufen              | Bailliage de Laufon                         | Landvogtei Laufen                          | 1141     | Diecéze basilejská      | |      |
| Okres Pfeffingen          | Bailliage de Pfeffingen                     | Landvogtei Pfeffingen                      | 1005     | Diecéze basilejská      | Dar od krále Jindřicha II. |      |
| Okres Zwingen             | Bailliage de Zwingen                        | Landvogtei Zwingen                         | 1005     | Diecéze basilejská      | |      |
| Liesberg                  | Liesberg                                    | Liesberg                                   | 1271     | Diecéze basilejská      | Získáno v rámci směnného obchodu s hrabaty rodů Pfirt a Neuchâtel |      |
| Panství Burg im Leimental | Seigneurie de la Bourg                      | Herrschaft Burg im Leimental               | 1271     | Diecéze basilejská      | Prodáno rakouskými arcivévody hrabatům z Neuchâtelu |      |
| Okres Birseck             | Avouerie de Birseck                         | Landvogtei Birseck                         | 1245     | Diecéze basilejská      | |      |
| Arlesheim                 | Courtine d’Arlesheim                        | Ort Arlesheim                              | 1245     | Diecéze basilejská      | Sídlo katedrální kapituly od roku 1679 |      |
| Okres Schliengen          | Seigneurie de Schliengen                    | Landvogtei Schliengen                      | asi 1000 | Diecéze kostnická       | S pevností Istein |      |
| Opatství Moutier-Grandval | Prévôté de Moutier-Grandval sous-les-roches | Propstei Münster-Granfelden unter der Klus | 999      | Diecéze basilejská      | Z právního hlediska byly čtyři obce v údolí řeky Birs (Châtillon, Courrendlin, Rossemaison, Vellerat) a tři obce v údolí Val Terbi (Corban, Courchapoix, Mervelier) zahrnuty do tzv. Burgrechtu s Bernem |      |
| Klášter Bellelay          | Couvent de Bellelay                         | Abtei Bellelay                             | 1136     | Diecéze basilejská      | Založeno opatstvím Moutier-Grandval. Z právního hlediska byly dvě obce okrsku Bellelay (Lajoux, Les Genevez) zahrnuty do Burgrechtu s Bernem                                                             |      |

| Český název                            | Francouzský název                            | Německý název                             | Převzetí | Diecéze                                   | Poznámky | Znak |
| -------------------------------------- | -------------------------------------------- | ----------------------------------------- | -------- | ----------------------------------------- | --- | ---- |
| Opatství Moutier-Grandval              | Prévôté de Moutier-Grandval sur-les-roches   | Propstei Münster-Granfelden über der Klus | 999      | Diecéze basilejská, od 1527 protestantské | Správci byla hrabata ze Soyhières, poté hrabata z Pfirt. 1486 smlouva o Burgrechtu s Bernem, od reformace sídlo probošta v Delémontu                         |      |
| Opatství Saint-Imier                   | Prévôté de Saint-Imier                       | Propstei Sankt Immer                      | 999      | Diecéze Lausanne, od 1527 protestantské   | Správci byli páni z Erguelu. 1479 Dohoda o právech s městem Biel                                                                                             |      |
| Okres Erguel                           | Avouerie d’Erguël                            | Landvogtei Erguel                         | 999      | Diecéze Lausanne, od 1527 protestantské   | Správci byla hrabata z Fenis-Neuchâtelu. Od roku 1393 mělo město Biel v Erguelu právo Bannerrecht a v roce 1555 uzavřelo se Solothurnem smlouvu o Burgrechtu |      |
| Orvin                                  | Orvin                                        | Ilfingen                                  | 999      | Diecéze Lausanne, od 1527 protestantské   | |      |
| Panství Nugerol                        | Seigneurie de Nugerol                        | Herrschaft Schlossberg                    | 999      | Diecéze Lausanne, od 1527 protestantské   | Později opuštěné místo mezi Le Landeron a La Neuveville |      |
| Město Biel/Bienne                      | Ville de Bienne                              | Stadt Biel                                | 1142     | Diecéze Lausanne, od 1527 protestantské   | Od roku 1478 spojenecké místo Švýcarské konfederace |      |
| Město La Neuveville                    | Ville de La Neuveville                       | Stadt Neuenstadt                          | 1312     | Diecéze Lausanne, od 1527 protestantské   | Smlouvy o Burgrechtu s Bernem (1388), s Bielem (1395) a se Solothurnem (1448)                                                                                |      |
| Okres La Neuveville/Montagne de Diesse | Avouerie de La Neuveville/Montagne de Diesse | Landvogtei Neuenstadt/Tessenberg          | 1112     | Diecéze Lausanne, od 1527 protestantské   | Kondominium basilejského knížete-biskupa s hrabětem z Neuchâtelu, linie Nidau (dědictví po Bernu)                                                            |      |

## Knížata
Biskupský stolec v Basileji byl většinou obsazen šlechtou Rakouska-Uherska; od 16. století to byly rody Utenheim, Gundelsheim, Lichtenfels, Blarer von Wartensee (tři knížata-biskupové), Rinck von Baldenstein, Ostein, Ramstein, Schönau-Zell, Roggenbach (dvě knížata-biskupové), Reinach-Hirtzbach, Reinach-Steinbrunn, Froburg (Montjoie), Wangen-Geroldseck a Neveu. Obecně existovaly velmi úzké vazby mezi sídlem vlády ve Freiburgu im Breisgau a biskupskou rezidencí v Porrentruy. Ukázkovým příkladem je kariéra Leonarda Leopolda Maldonera (narozen ve Waldshutu v roce 1694, zemřel v Porrentruy v roce 1765), prvního archiváře a regionálního historika jak Rakouska-Uherska, tak následně basilejské diecéze, který původně působil ve Fribourgu a v roce 1749 po sporu s rakousko-uherskými úřady změnil zaměstnavatele. Byl autorem dlouholetých regionálních popisů Brisgovia vetus et nova a Historia Basiliens, průkopnických děl pro obě země. V budově Basler Hof („Basilejský dům“) ve Freiburgu sídlí dnešní Regierungspräsidium Freiburg spolkové země Bádensko-Württembersko.